# Antheraea confuci
Antheraea confuci är en fjärilsart som beskrevs av Moore 1874. Antheraea confuci ingår i släktet Antheraea och familjen påfågelsspinnare. Inga underarter finns listade i Catalogue of Life.